# Max Spindler
Max Spindler  (* 28. November 1894 in Birnbaum; † 9. April 1986 in Neunkirchen am Brand) war ein deutscher Historiker mit dem besonderen Forschungsschwerpunkt bayerische Landesgeschichte. Er war der Gründer des Instituts für Bayerische Geschichte und Herausgeber des Standardwerks Handbuch der Bayerischen Geschichte.

## Leben und Wirken

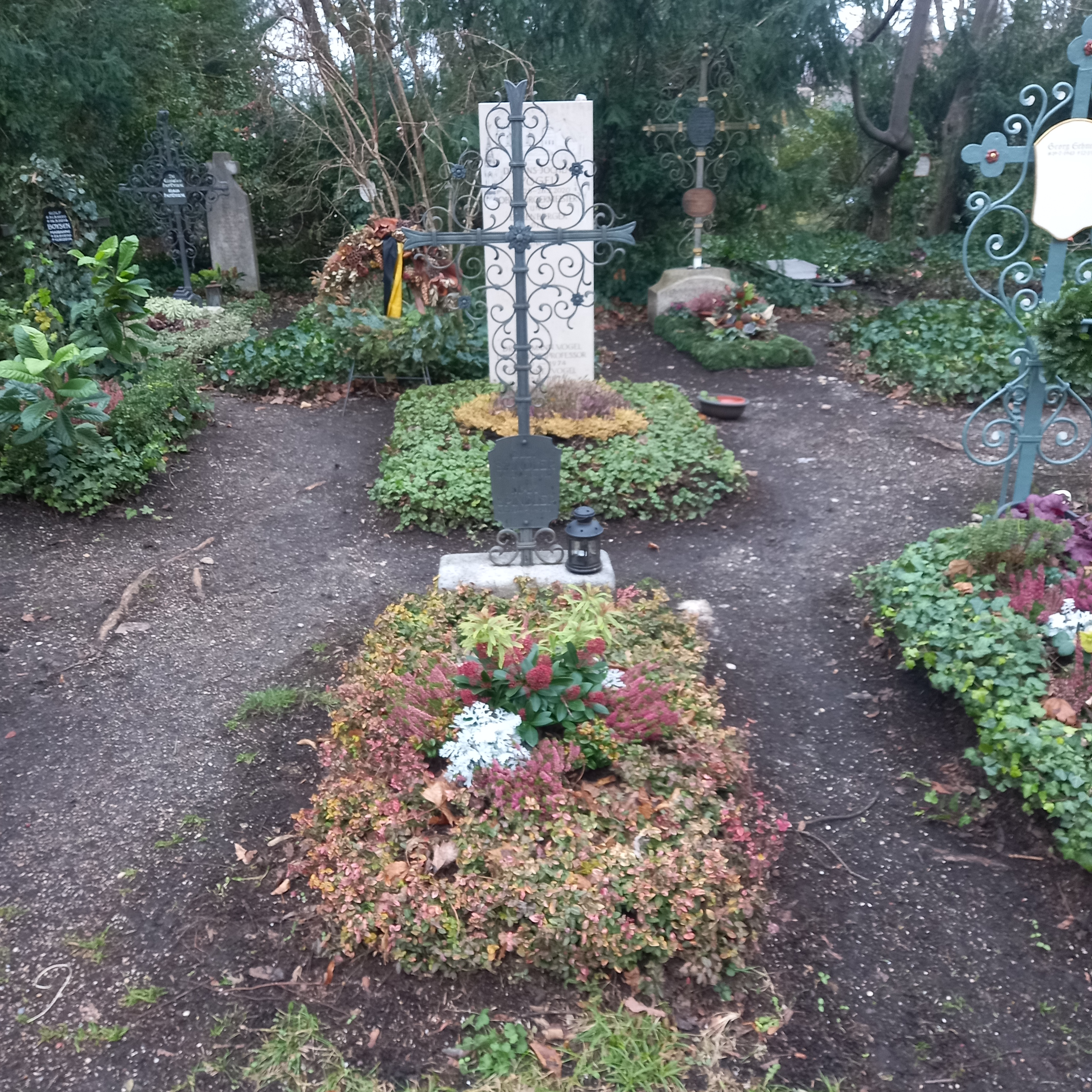
Das Grab von Max Spindler und seiner Ehefrau Elly geborene Loers auf dem Bogenhausener Friedhof in München

Max Spindler war der Sohn des Schullehrers Konrad Spindler. Er legte als Zögling des erzbischöflichen Knabenseminars Ottonianum das Abitur am Neuen Gymnasium in Bamberg ab und studierte anschließend Geschichte, Germanistik und Französisch an den Universitäten Bonn und München. 1914 wurde er Mitglied der katholischen Studentenverbindung KDStV Aenania München. Er wurde 1926 bei Michael Doeberl in München mit einer Studie zur Jugend des späteren bayerischen Königs Ludwig I. promoviert. Bereits 1930 habilitierte er sich in München für Mittlere und Neuere Geschichte.
Dem Nationalsozialismus stand Spindler ablehnend gegenüber. Die Regierungsübernahme der Nationalsozialisten 1933 brachte für den außerplanmäßigen Professor Spindler eine Stagnation seiner Karriere, wenngleich er 1937 in die Kommission für bayerische Landesgeschichte bei der Bayerischen Akademie der Wissenschaften aufgenommen wurde. In diese Zeit fällt die Publikation seiner quellengestützten Studie zu den Anfängen des bayerischen Landesfürstentums.
Nach 1945 gewann Spindler als politisch unbelasteter Wissenschaftler an der Universität München Einfluss. Bereits 1946 wurde er dort ordentlicher Professor und noch im selben Jahr in die Historische Kommission bei der Bayerischen Akademie der Wissenschaften kooptiert.
Ein Jahr später gründete Spindler das bis heute bestehende Institut für Bayerische Geschichte an der Universität München, dessen Leitung er übernahm. Diese Gründung (wie überhaupt der Aufschwung der landeshistorischen Forschung nach 1945) ist vor dem Hintergrund zu sehen, dass der deutsche Nationalstaat nachhaltig diskreditiert war und sich unter der Besatzungsherrschaft die künftige staatliche Struktur Deutschlands als ungewiss darstellte. Folglich schienen die Länder, die sich in der US-Besatzungszone bereits 1945/46 konstituiert hatten, vorerst den einzigen staatlichen Rahmen und auch das einzige tragfähige Identifikationsangebot für die Deutschen zu bieten. Im Übrigen muss die Betonung der Landesgeschichte auch als bewusste Abwendung vom deutschen Nationalismus, dem viele Historiker angehangen hatten, gesehen werden.
Nach der Emeritierung Ende 1959 widmete sich Spindler vorrangig der Herausgabe des monumentalen Handbuchs der Bayerischen Geschichte, das zum Standardwerk wurde und für ähnliche Projekte in anderen Bundesländern Vorbildcharakter bekam. Bemerkenswert war die breite Berücksichtigung der einzelnen Landesteile (Franken, Schwaben, Altbayern) sowie die Einbeziehung vormals bayerischer Gebiete wie etwa der Rheinpfalz. Gleichzeitig gelang es ihm, durch die Konzeption des Handbuchs die Landesgeschichte aus ihrer starken Orientierung am Mittelalter zu lösen und für die Neuzeit und Zeitgeschichte zu öffnen.
Unübersehbar ist der wissenschaftspolitische Einfluss, den Spindler in jenen Jahren entfaltete. Zahlreiche seiner Schüler bzw. Mitarbeiter des Handbuchs wurden Professoren an bayerischen Universitäten. Besonders ausgeprägt war dies an der neu gegründeten Universität Regensburg, wo in den 1970er und 1980er Jahren nahezu das gesamte Historische Institut – darunter Dieter Albrecht, Heinz Angermeier, Kurt Reindel, Wilhelm Volkert, Walter Torbrügge, Heiner Haan und Andreas Kraus – aus Handbuch-Mitarbeitern bestand. Durch die weitreichende Rezeption des Handbuchs und die genannten persönlichen Netzwerke ist Spindlers Einfluss auf die historische Forschung in Bayern in jenen Jahren bedeutend. Durch die Ausbildung ganzer Generationen von Geschichtslehrern durch Spindler bzw. seine Schülerschaft hat sein Werk Breitenwirkung entfaltet.

## Auszeichnungen und Ehrungen
- 1959: Bayerischer Verdienstorden
- 1968: Aventinus-Medaille des Verbandes bayerischer Geschichtsvereine[1]
- 1974: Bayerische Verfassungsmedaille in Gold
- 1975: Johann Christian von Hofenfels-Medaille
- 1976: Kultureller Ehrenpreis der Landeshauptstadt München
- 1980: Preis der Bayerischen Landesstiftung
- 1981: Bayerischer Maximiliansorden für Wissenschaft und Kunst
- 1984: Preis der Bayerischen Volksstiftung

Spindler wurde durch zwei umfangreiche akademische Festschriften geehrt: Zum einen in der Zeitschrift für bayerische Landesgeschichte zu seinem siebzigsten Geburtstag, zum anderen zu seinem neunzigsten Geburtstag in einer Festschrift, herausgegeben von Andreas Kraus.

## Schriften (Auswahl)
- Joseph Anton Sambuga und die Jugendentwicklung König Ludwigs I. Schütte, Aichach 1927 (zugleich: München, Universität, Dissertation, vom 8. Febr. 1926).
- Die Anfänge des bayerischen Landesfürstentums (= Schriftenreihe zur bayerischen Landesgeschichte. Band 26, ZDB-ID 504145-4). Beck, München 1937.
- Die kirchlichen Erneuerungsbestrebungen in Bayern im 19. Jahrhundert. In: Historisches Jahrbuch. Band 71, 1952, S. 197–211.
- Von der bayerischen Geschichte, ihrer Erforschung, Darstellung und Pflege seit dem Anfang des neunzehnten Jahrhunderts. In: Karl Rüdinger (Hrsg.): Unser Geschichtsbild. Der Sinn in der Geschichte (= Das Bildungsgut der höheren Schule. Geschichtliche Reihe. Band 2, ZDB-ID 255781-2). Bayerischer Schulbuch-Verlag, München 1955, S. 81–98.
- als Herausgeber: Handbuch der Bayerischen Geschichte. 4 Bände. Beck, München 1967–1975 (auch Autor wesentlicher Beiträge).
- Signate König Ludwigs I. 7 Bände. Ausgewählt und eingeleitet. Herausgegeben von Andreas Kraus. Kommission für Bayerische Landesgeschichte, München 1987–1997;
  - Band 1: 1825–1831 (= Materialien zur bayerischen Landesgeschichte. Band 1). 1987, ISBN 3-7696-0401-6;
  - Band 2: 1832–1835 (= Materialien zur bayerischen Landesgeschichte. Band 2). 1989, ISBN 3-7696-0402-4;
  - Band 3: 1836–1838 (= Materialien zur bayerischen Landesgeschichte. Band 3). 1991, ISBN 3-7696-0403-2;
  - Band 4: 1839–1841 (= Materialien zur bayerischen Landesgeschichte. Band 4). 1992, ISBN 3-7696-0404-0;
  - Band 5: 1842–1844 (= Materialien zur bayerischen Landesgeschichte. Band 5). 1993, ISBN 3-7696-0405-9;
  - Band 6: 1845–1848 (= Materialien zur bayerischen Landesgeschichte. Band 6). 1994, ISBN 3-7696-0406-7;
  - Register (= Materialien zur bayerischen Landesgeschichte. Band 12). 1997, ISBN 3-7696-0412-1.